# Maltose
Maltose of moutsuiker (glucose-α(1→4)-glucose) is een reducerende suiker, die na hydrolyse twee moleculen glucose geeft. Maltose is een disacharide. De chemische naam van maltose is α-D-glucopyranosyl-(1→4)-α-D-glucopyranose of 4-O-α-D-Glucopyranosyl-D-glucose. Daarnaast heeft Maltose een isomeer met een α(1→6) binding, Isomaltose. Maltose is een dimeer dat kan ontstaan bij de afbraak, door het enzym amylase, van zetmeel, dat dezelfde glycosidebinding heeft. De smaak van maltose is licht zoet; ongeveer 1/3 van die van sacharose. 
Vrijwel alle organismen kunnen maltose afbreken met het enzym maltase. In het speeksel van de mens komt een enzym α-amylase voor dat bij goed kauwen zetmeel afbreekt in maltose eenheden waardoor het licht zoet smaakt. De vorming van maltose en glucose in kiemende gerstekorrels onder invloed van het enzym amylase is belangrijk bij het mouten voor het brouwen van bier. Honing bestaat voor ongeveer 7% uit Maltose.

## Pekingeend
Maltose wordt al eeuwen in China gebruikt bij de bereiding van Char Siu, saté van varkensvlees en pekingeend. Deze wordt meermalen overgoten met iets verwarmde, vloeibare maltose, eventueel vermengd met een deel honing. Door de maltoselaag ontstaat de bruine knapperige huid.

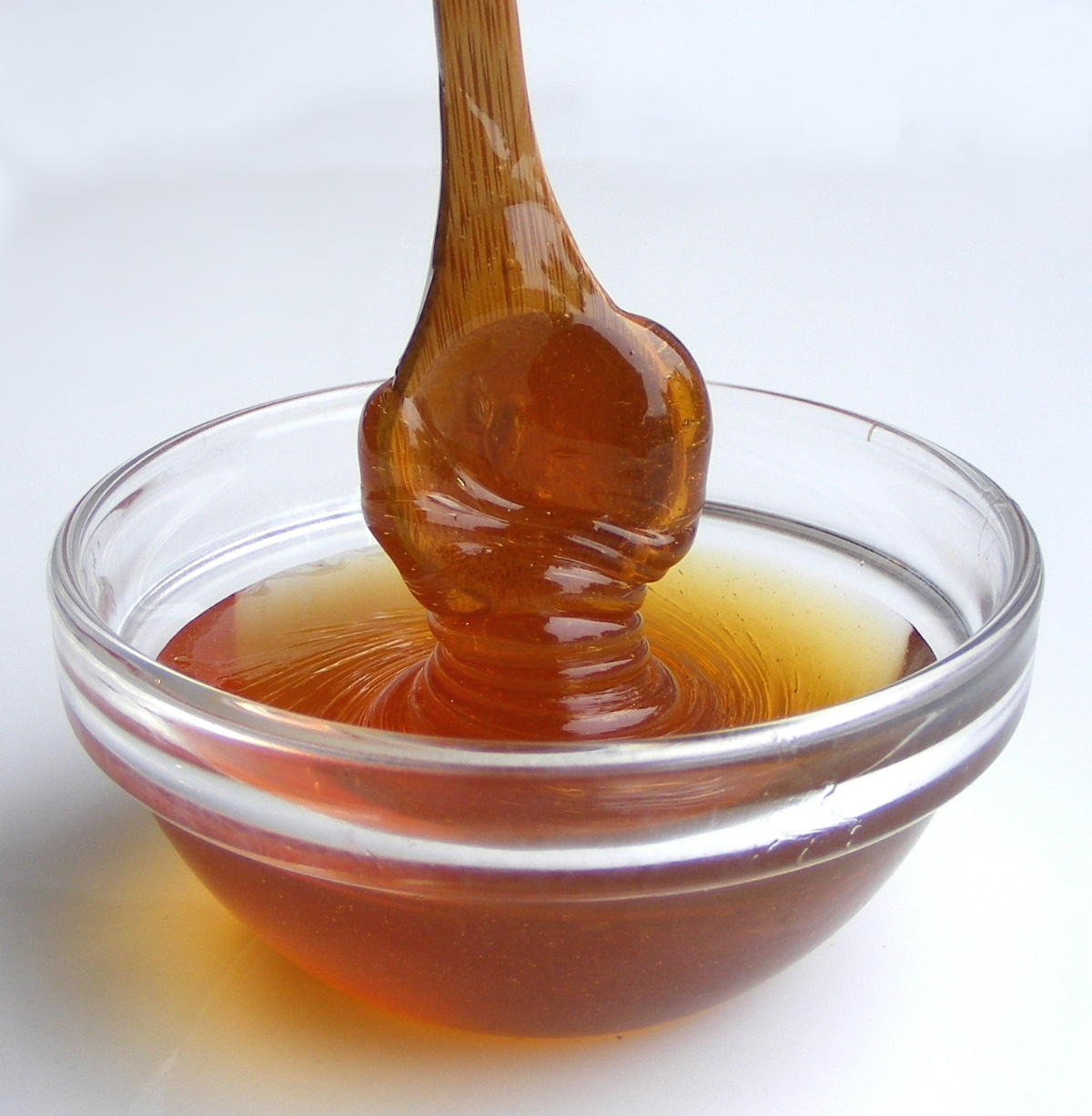
Maltosesiroop
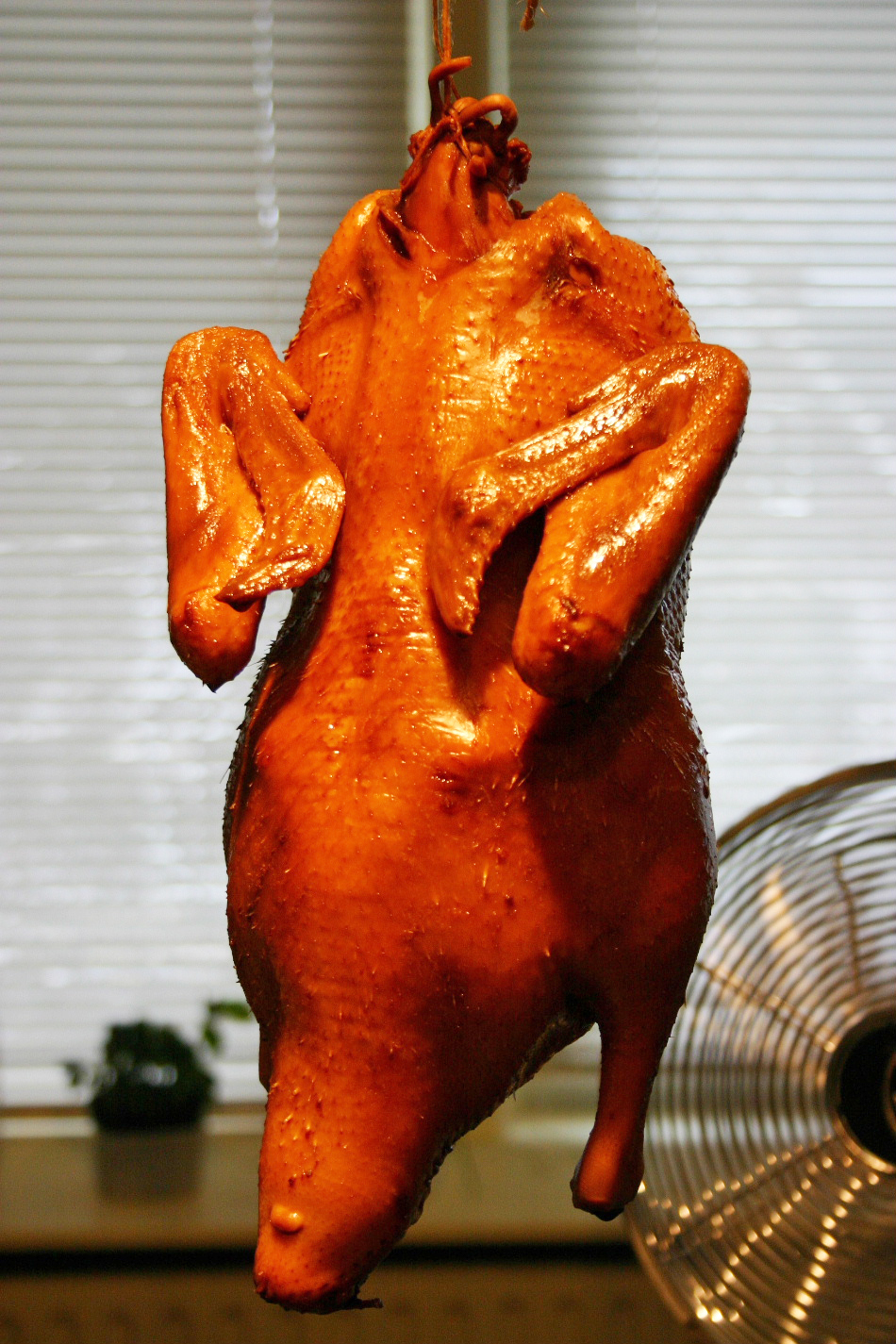
Pekingeend overgoten met maltosesiroop (hangt 5 uur te drogen)